# Станкевич, Константин Болеславович
Константи́н Болесла́вович Станке́вич (5 июля 1917, Весёлые Терны — 30 декабря 1980, Ленинград) — советский оператор и режиссёр документального кино, фронтовой кинооператор в годы Великой Отечественной войны.

## Биография
Родился в селе Весёлые Терны Верхнеднепровского уезда Екатеринославской губернии (ныне в черте города Кривой Рог Днепропетровской области Украины).
С 1932 года учился в Ленинградском строительном техникуме, по окончании которого в 1935 году начал работал ассистентом оператора на ленинградской кинофабрике «Советская Беларусь» (в дальнейшем — киностудия). С 1938 года — на Ленинградской студии кинохроники. Будучи тарифицирован как ассистент оператора, участвовал в съёмках как оператор, в частности во время прорыва линии Маннергейма в 1940 году.
С началом войны, как оператор молодого поколения, вместе с коллегой по студии Леонидом Изаксоном был оставлен в помощь Владимиру Страдину снимать строительство в Ленинграде оборонительных сооружений и прифронтовую хронику жизни города. Когда кольцо блокады сомкнулось, они продолжали вести съёмки улиц, работу зенитчиков и пожарных, трудовые смены на заводах. В январе 1943 года с частями Ленинградского фронта Станкевич принимал участие в операции «Искра», в 1944 году — в Красносельско-Ропшинской операции:

Им самостоятельно снят ряд боевых эпизодов в районах Шлиссельбурга и 5-го посёлка, в дни прорыва блокады.
 Во время съёмок в р-не Мги он был контужен. Во время боёв по снятию блокады, тов. Станкевич самостоятельно работал в районах Пушкина, Антропшино, Сиверской, Луги и под Псковом.<…>
 Тов. Станкевич отличается спокойствием, выдержкой и храбростью при любых условиях съёмки.
— В. Соловцов, начальник киногруппы Ленинградского фронта, из наградного листа 12 июля 1944
C апреля 1945 года работал на Рижской студии хроникально-документальных фильмов, с февраля 1948 года — вновь на Ленкинохронике (с 1968 года — Ленинградская студия документальных фильмов). Кроме фильмов является автор сюжетов для кинопериодики: «Ленинградский киножурнал», «Ленинградская кинохроника», «Наш край», «Новости дня», «Пионерия», «Северный киножурнал», «Советская Карелия», «Советский воин», «Советский спорт», «Союзкиножурнал».
Член Союза кинематографистов СССР с 1959 года.
Скончался 30 декабря 1980 года в Ленинграде.

## Фильмография
Оператор
- 1940 — Линия Маннерreйма (в соавторстве; в титрах не указан)
- 1942 — Ленинград в борьбе (в соавторстве)
- 1944 — Великая победа под Ленинградом (в соавторстве)
- 1944 — К вопросу о перемирии с Финляндией (в соавторстве)
- 1944 — Клятва молодых (совм. с группой операторов)
- 1944 — Школа учителей
- 1946 — Рижское взморье
- 1949 — Город на Волге (в соавторстве)
- 1949 — За отличное качество[9]
- 1950 — Всенародный кандидат (совм. с группой операторов)
- 1950 — Караваевские животноводы
- 1950 — Содружество
- 1951 — Дом Культуры на Васильевском острове (совместно с Г. Трофимовым)[10]
- 1951 — Сокровищница культуры[11]
- 1953 — Всенародный кандидат (в соавторстве)
- 1953 — 1-е Мая в городе Ленинграде (в соавторстве)
- 1953 — Великое прощание (в соавторстве)
- 1953 — Петрозаводск[12]
- 1953 — Праздник песни в Петрозаводске (совместно с Г. Трофимовым)[13]
- 1954 — Дружеская встреча (совместно с О. Ивановым, Г. Бартошивичем, Я. Блюмбергом, В. Валдайцевым, А. Погорелым, Г. Трофимовым)
- 1954 — Опыт крупноблочного строительства (совместно с Г. Аслановым, З. Бабасьевым, Я. Гринбергом, Н. Константиновым, А. Погорелым, Ф. Поповым)[14]
- 1955 — Они знали Маяковского[15]
- 1956 — Всесоюзные соревнования гимнастов (совместно с А. Погорелым, С. Фоминым)
- 1956 — О тех, кто не слышит[16]
- 1956 — Путь к профессии
- 1956 — Юные конструкторы
- 1957 — 250 лет Ленинграду
- 1958 — Город на Неве
- 1958 — Гость из Мексики в Советском Союзе (в соавторстве)[17]
- 1958 — Наш театр
- 1958 — Советские патриотки
- 1958 — Спартакиада Вооруженных Сил СССР (совместно с Г. Донцом, О. Ивановым, Г. Трофимовым)[18]
- 1959 — Визит в СССР Федерального Президента Австрийской Республики Адольфа Шерфа (совм. с Я. Блюмбергом, А. Воронцовым, И. Запорожским, Ф. Овсянниковым, Г. Симоновым, Р. Шевалье)[19]
- 1959 — Молодость древнего города[20]
- 1959 — Подвиг Ленинграда (совм. с группой операторов)
- 1960 — В атмосфере доверия и взаимопонимания (совместно с А. Зенякиным, П. Касаткиным, В. Комаровым, М. Прудниковым)[21]
- 1960 — Они приближают будущее
- 1960 — После звонка
- 1960 — Яков Михайлович Свердлов (совместно с И. Акменом)[22]
- 1961 — XII-я Спартакиада Вооруженных сил (в соавторстве)
- 1961 — Нет, спорят
- 1962 — Эдуардо (совместно с В. Гулиным, Е. Мезенцевым)[23]
- 1963 — Мир во имя жизни
- 1963 — Совесть призывает
- 1964 — 9 дней одного лета (совместно с Я. Блюмбергом, А. Павловым, А. Фишманом)[24]
- 1964 — Праздник советских военных моряков (в соавторстве)
- 1966 — Бенц и так далее (совм. с Я. Блюмбергом, А. Рейзентулом)[25]
- 1966 — Матросы Авроры
- 1967 — Бессмертный огонь (совместно с Я. Блюмбергом, Г. Трофимовым)
- 1967 — Итак, финал! (совместно с Я. Блюмбергом, Я. Гринбергом, М. Массом, П. Мостовым, Э. Шинкаренко, А. Шафраном, В. Валдайцевым)[26]
- 1967 — Это наша земля
- 1968 — Новое в механизации добычи торфа
- 1968 — Огромное небо
- 1968 — Освоение закустарненных земель
- 1969 — Поделись своей песней (совместно с Э. Шинкаренко)[27]
- 1971 — Встреча на Селигeре (совместно с Я. Блюмбергом, В. Донцом, Ю. Чижевским)[28]
- 1972 — Таёжная Болгария
- 1973 — Большой хлеб России
- 1974 — Большой азимутальный телескоп (совместно с Я. Блюмбергом)
- 1974 — Мелодии детства
- 1975 — Уникальный телескоп
- 1976 — Курс — интенсификация (совместно с Я. Блюмбергом, С. Иванюхиным)[29]
- 1977 — Большой телескоп
- 1978 — История студии
- 1978 — Нечерноземью — благоустроенную сеть дорог (совместно с Я. Блюмбергом)[30]
- 1979 — Пути использования древесных отходов
- 1979 — Эксплуатационная прочность и ремонт судов

Режиссёр
- 1971 — Встреча на Селигeре
- 1972 — Таёжная Болгария
- 1974 — Большой азимутальный телескоп
- 1976 — Звёздам навстречу[31]
- 1976 — Курс — интенсификация
- 1978 — Нечерноземью — благоустроенную сеть дорог
- 1980 — Их оружие — кинокамера

Сценарист
- 1974 — Большой азимутальный телескоп (совместно с Я. Блюмбергом)
- 1976 — Звёздам навстречу (совместно с Я. Блюмбергом)

## Награды
- медаль «За оборону Ленинграда» (1942)[32];
- орден Красной Звезды (24 февраля 1945)[7];
- медаль «За доблестный труд в Великой Отечественной войне 1941—1945 гг.» (1946)[33].